# Carlos Rinaldi
Carlos Rinaldi fue un montajista, guionista y director de cine argentino que nació en Buenos Aires Argentina el 5 de febrero de 1915 y falleció en la misma ciudad el 10 de mayo de 1995. Fue uno de los fundadores de la entidad Directores Argentinos Cinematográficos en 1958.

## Su relación con el cine
Salvo en los Estudios Lumiton, que había contratado un montador, la compaginación era considerada hasta 1937 por los cineastas argentinos como una de las tareas propias del director de la película y un aspecto más bien secundario dentro de la realización cinematográfica. La yuxtaposición de las tomas denotaba falta de sentido del ritmo, la línea estética y la función dramática que deben surgir de un buen montaje. Los directores, una vez terminada la filmación, debían trabajar en la sección armado del laboratorio, que consistía en estantes donde se apilaban centenares de tomas en otros tantos rollitos, una larga mesa, una enrolladora, dos canastos y una lupa. Primero debían reconocer a ojo cada toma, tratar de recordar a qué escena pertenecía, calcular el metraje aproximado que debían darle y luego pegarla. Si alguna escena no aparecía por haberse extraviado entre los rollitos, debían ir de filmarlas nuevamente. Después veían las escenas compaginadas en proyección, tomaban notas y agregaban o quitaban aquí y allá. Esta labor era fuente de frecuentes entredichos entre los capitalistas que querían estrenar cuanto antes y reclamaban al laboratorio le entrega urgente de copias y el laboratorio que dependía para la entrega de la fecha en que el director le diera la película armada. 
Carlos Rinaldi trabajaba en el laboratorio de Alberto J. Biasotti y no solo asistió casi desde el principio a esas proyecciones sino que por propia iniciativa se quedaba a los consecuentes debates del director con sus ayudantes acerca de los problemas y posibilidades del corte, con lo cual fue creciendo su interés en la compaginación hasta convertirse en entusiasmo. Rinaldi no tardó en comprender que ante todo era necesario una proporción entre los ángulos y distancias de las tomas para que se eslabonaran con naturalidad para qué tendieran a concentrar la atención del espectador en lo que era más importante en cada momento del relato, que la duración precisa de cada toma contribuye a fijar el tiempo dramático y que para obtener todo eso se requería un profesional altamente especializado. 
En 1936 Rinaldi junto con su empleador tuvieron la idea de crear una sección destinada a ayudar a los directores en el armado de sus películas. Rinaldi llevó sus ideas a Ángel Mentasti que dirigía Argentina Sono Film y fue contratado por ésta para el montaje de Melgarejo, el filme que en ese momento rodaba Luis José Moglia Barth. A principios de 1937 Rinaldi fabricó una moviola usando la cabeza de un viejo proyector Pathé y un volante que le permitía detener la proyección a voluntad y se instaló en su departamento donde comenzó a operar con sus hermanos Gerardo y Atilio como ayudantes. Primero estudiaba las tomas elegidas, hasta conocerlas, una vez familiarizado con el material razonaba mentalmente sobre sus posibilidades de armado, luego la ponía sobre el papel escribiendo una especie de encuadre del montaje y recién después cortaba y pegaba, tras lo cual todavía era posible algunos ajustes. Si consideraba que todavía faltaban tomas para obtener el grado de fluidez, equilibrio estético o valoración dramática deseables, hablaba con el director y si este estaba convencido las filmaba. Por eso se esforzaba para compaginar cada escena antes que en el estudio se desmontara el decorado. 
Luis César Amadori, que comprendió tempranamente la importancia del montaje, propuso a Rinaldi que hiciera sus observaciones durante y no después de la filmación. Así fue que en el rodaje de Madreselva estuvo con el director mirando lo que hacía y proponiendo aquí y allá tomas que aportarán fluidez, ritmo e interés. Poco después, a comienzos de 1938 Argentina Sono Film compró una moviola. 
Carlos Rinaldi pasó luego a Pampa Film como jefe de compaginación con sus hermanos como ayudantes y en 1942 integró el grupo fundador de Artistas Argentinos Asociados cuyas películas editó desde la primera -El viejo Hucha- hasta Pampa bárbara de 1945. En 1949 debutó como director con La cuna vacía y continuó dirigiendo hasta Diablo metió la pata de 1980.
Rinaldi decía que nunca había pensado en dirigir películas aunque se acercaba al lugar de filmación siempre que podía, lo cual además era importante para su labor de compaginación. Años después declaraba: "Guardo un hermoso recuerdo de todos los compañeros de Artistas Argentinos Asociados. El técnico del cine argentino fue siempre muy cuidadoso de su tarea: me acuerdo que algunos me llamaban a casa para preguntarme cómo había salido tal o cual toma". opinaba que "nuestro cine sólo interesará en el extranjero si refleja la realidad, con temas, tipos y costumbres nuestros. Sólo así tendremos un cine verdaderamente autóctono. Estoy seguro de que las películas que nos pinten tal cual somos y vivimos serán las que más gravitarán en el exterior. Para ello la importancia del argumento es básica, aunque el director puede maolograrlo. Y es imprescindible que trabaje mancomunado con el autor, hasta lograr el encuadre. Solo entonces plasmará independientemente las imágenes y el relato. Este es el mejor camino para el logro de una idea argumental"

## Filmografía
Editor
- Surcos de sangre (1950)
- Besos perdidos (1945)
- La cabalgata del circo (1945)
- Pampa bárbara (1945)
- El muerto falta a la cita (1944)
- Cuando la primavera se equivoca (1944)
- Su mejor alumno (1944)
- Todo un hombre (1943)
- Los hombres las prefieren viudas (1943)
- Eclipse de sol (1943)
- Cuando florezca el naranjo (1943)
- Frontera Sur (1943)
- Los hijos artificiales (1943)
- Tres hombres del río (1943)
- La guerra gaucha (1942)
- El viejo Hucha (1942)
- Cruza (1942)
- Tú eres la paz (1942)
- Yo quiero morir contigo (1941)
- El cura gaucho (1941)
- La quinta calumnia (1941)
- Chingolo (1940)
- Encadenado (1940)
- El hijo del barrio (1940)
- Corazón de turco (1940)
- Puerta cerrada (1939)
- Alas de mi patria (1939)
- Atorrante (La venganza de la tierra) (1939)
- Nativa (1939)
- Madreselva (1938)
- Maestro Ciruela o Maestro Levita (1938)
- El último encuentro (1938)
- La casa de Quirós (1937)
- Melgarejo (1937)

Director
- El diablo metió la pata (1980)
- Alerta en azul (mediometraje documental (1980)
- No apto para menores (1979)
- Andrea (1973)
- Adiós Alejandra (1973)
- Mi amigo Luis (1972)
- Balada para un mochilero (1971)
- Pimienta y pimentón (1970)
- Maternidad sin hombres (1968)
- El derecho a la felicidad (1968)
- ¡Al diablo con este cura! (1967)
- Pimienta (1966)
- Bicho raro (1965)
- Viaje de una noche de verano (1965)
- El desastrólogo (1964)
- El castillo de los monstruos (1964)
- Male and Female Since Adam and Eve (1961)
- La gran aventura o Yo quiero vivir contigo (1960)
- Salitre (1959)
- Las apariencias engañan (1958)
- Todo sea para bien (1957)
- África ríe (1956)
- El millonario (1955)
- Pobre pero honrado (1955)
- Casada y señorita (1954)
- Un hombre cualquiera (1954)
- Del otro lado del puente (1953)
- Vigilantes y ladrones (1952)
- La patrulla chiflada (1952)
- El baldío (1952)
- Fantasmas asustados (1951)
- La cuna vacía (1949)

Guionista
- El diablo metió la pata (1980)
- No apto para menores (1979)
- Balada para un mochilero (1971)
- El derecho a la felicidad (1968)

Productor
- Maternidad sin hombres (1968)
- El derecho a la felicidad (1968)

Actor
- Del otro lado del puente (1953) .... Cameo

Ayudante de laboratorio
- Loco lindo (1936)